# Hr.Ms. Utrecht (1957)
De Hr.Ms. Utrecht (D 817) was een Nederlandse onderzeebootjager van de Frieslandklasse, gebouwd onder bouwnummer 272 op de werf van de Koninklijke Maatschappij De Schelde te Vlissingen. De onderzeebootjagers van de Frieslandklasse worden ook wel aangeduid als B-jagers. Zij zijn een geüpgraded versie van de onderzeebootjagers van de Hollandklasse, die ook wel worden aangeduid als A-jagers. Hr. Ms. Utrecht, de D 817 met het callsign PAEY, is het achttiende schip in de Nederlandse marine dat is vernoemd naar de Nederlandse provincie Utrecht.
De kiellegging heeft plaats op 15 februari 1954, de scheepsdoop en stapelloop 2 juni 1956, en op 1 oktober 1957 wordt de onderzeebootjager Hr. Ms. Utrecht te Vlissingen in dienst gesteld. Na een opwerkperiode maakt de D 817 in februari 1958 haar eerste oefenreis naar de Middellandse Zee, naar onder andere Napels, Barçelona en Gibraltar. Daarna vervult de Utrecht de destijds gebruikelijke taken van de Koninklijke Marine. Zo wordt het schip eind 1958 toegevoegd aan Smaldeel 1, maakt Hr. Ms. Utrecht in april 1959 deel uit van het NATO Channel Squadron en doet de D 817 begin juni 1959 mee met de Smaldeel 1-oefening Fairwind 4.

## Naar Nederlands Nieuw-Guinea
Op 14 januari 1961 vertrekt Hr. Ms. Utrecht vanuit Den Helder naar Nederlands-Nieuw-Guinea om daar Hr. Ms. Amsterdam (D 819) af te lossen. Via onder andere het Suezkanaal, Mauritius en Fremantle komt de D 817 daar op 11 maart aan in Sorong.
In 1961 patrouilleert de Utrecht regelmatig langs de noord- en zuidkust van Ned. Nieuw-Guinea en gaat eind oktober voor reparatie naar Hongkong. Op 9 november keert de D 817 terug in Biak. In 1962 lopen de spanningen in het Nieuw Guinea-conflict (de ‘konfrontasi’) op en patrouilleert de Utrecht samen met onder andere Hr. Ms. Evertsen (F 803) en Hr. Ms. Kortenaer (F 812) veelvuldig langs de zuidkust. Tijdens een van de laatste patrouilles van de Utrecht wordt op 14 mei 1962 bij Fak-Fak een prauw met twintig infiltranten aangehouden. Aanvankelijk zal de D 817 op 31 mei terugkeren naar Nederland, maar het vertrek wordt uitgesteld. Op 25 juni 1962 vertrekt de Utrecht dan toch vanuit Hollandia naar Nederland. De thuisreis gaat onder andere via Hawaï, San Diego, het Panamakanaal, Curaçao en de Azoren. Op 10 augustus 1962 is Hr. Ms. Utrecht terug in Den Helder.
Na groot onderhoud komt Hr. Ms. Utrecht begin 1963 weer in de vaart, wordt ingedeeld bij Smaldeel 1 en vervult weer de destijds gebruikelijke taken van de Koninklijke Marine. Eind 1965 wordt Hr. Ms. Utrecht toegevoegd aan de reservevloot.
Hr. Ms. Utrecht zal pas op 23 juni 1971 weer in dienst worden gesteld. Intussen is zij als eerste onderzeebootjager van de Frieslandklasse omgebouwd voor het stoken van dieselolie in plaats van stookolie. Van begin juli tot eind december 1971 zijn er proeven en stookproeven op de Noordzee. Ook maakt de D 817 een vaartocht om Groot-Brittannië heen, waarbij de havens van Newcastle upon Tyne en Dublin worden aangedaan.

## Stationsschip te Curaçao
In de jaren zeventig van de 20e eeuw doen de onderzeebootjagers van de Frieslandklasse bij toerbeurt dienst als stationsschip op Curaçao, waarbij zij ook diverse (ei)landen in het Caribisch gebied bezoeken. In 1973 is Hr. Ms. Utrecht voor het eerst aan de beurt voor zo’n Westterm, die circa acht maanden duurt. Op 18 april 1973 komt Hr. Ms. Utrecht aan te Willemstad, Curaçao.
Na terugkeer uit de West, begin december 1973, hervat Hr. Ms. Utrecht begin 1974 weer haar reguliere taken.
Tijdens een opwerkprogramma bij Portland komt de D 817 eind januari 1975 tijdens het olieladen op zee in aanvaring met de Britse tanker RFA Tideflow. Na een noodreparatie op zee wordt de schade hersteld in Den Helder en wordt de Utrecht klaargemaakt voor haar tweede Westterm, waarvoor zij op 21 april 1975 vertrekt uit Den Helder. Op 7 mei 1975 komt Hr. Ms. Utrecht weer aan te Willemstad.
Na haar tweede Westterm in 1975 gaat Hr. Ms. Utrecht voor een periode van meer dan een jaar in onderhoud en wordt pas op 26 augustus 1977 weer in dienst gesteld. De D 817 hervat dan haar normale vaarprogramma’s in nationaal- en NAVO-verband, in aanloop naar haar derde Westterm in 1978.
In 1978 is Hr. Ms. Utrecht dus weer terug aan de Rimasteiger van de Marinebasis Parera op Curaçao. Tijdens een beleefdheidsbezoek aan St. Lucia loopt het schip schade op aan de stuurboordschroef, wat een reparatie in het Beatrixdok op Curaçao noodzakelijk maakt. Op 1 oktober 1978 is er een feestje aan de Rimasteiger: het is dan 21 jaar geleden dat Hr. Ms. Utrecht in dienst werd gesteld. Eind november 1978 verlaat de D 817 Willemstad voor de laatste keer, na haar derde en laatste Westterm.
Weer terug in Den Helder neemt de Utrecht opnieuw haar normale taken op. In februari 1980 maakt Hr. Ms. Utrecht haar laatste grotere (oefen)reis, naar de Middellandse Zee. Zo is de Utrecht op 15 februari 1980 met Hr. Ms. Callenburgh (F 808) en Hr. Ms. Rotterdam (D 818) te Barçelona.
Op 1 augustus 1980 wordt Hr. Ms. Utrecht te Den Helder definitief uit dienst gesteld.

## Verkocht aan Peru
Net als zeven van de acht onderzeebootjagers van de Frieslandklasse is ook de D 817 verkocht aan Peru. Op 5 september 1980 is het schip overgedragen aan Peru, dat het op 6 oktober 1980 onder de naam BAP Castilla in dienst stelt. De Castilla heeft boegnummer 71.
In 1990 is de BAP Castilla door Peru definitief uit dienst gesteld, maar het schip is dan al een tijdje niet meer in de vaart en wordt gebruikt als onderdelenschip om nog enkele andere gekochte onderzeebootjagers van de Frieslandklasse in de vaart te houden. Na een tijdje te hebben liggen wegroesten is het schip naar verluidt in 1997 gesloopt op het toenmalige sloopstrand in de baai van Ventanilla, iets ten noorden van de Peruaanse marinehaven Callao.

## Torpedolanceerbuizen op de D 817
De enige onderzeebootjager van de Frieslandklasse die (korte tijd) uitgerust is geweest met torpedolanceerbuizen is Hr. Ms. Utrecht - vier stuks aan bakboord en vier stuks aan stuurboord, in de midscheeps. Het eerste schip met zo’n buis voor proeflanceringen van Britse Mk 20 torpedo’s was Hr. Ms. Mercuur, daarna is deze buis om te testen geplaatst op de Hr. Ms. Amsterdam. Na deze tests zijn op de Rijkswerf te Den Helder acht lanceerbuizen vervaardigd, en medio 1959 aan boord van Hr. Ms. Utrecht geplaatst.
In 1961 zijn de lanceerbuizen enkele maanden na aankomst in Nederlands Nieuw-Guinea te Biak gedemonteerd. Torpedo's heeft de Utrecht naar Nederlands Nieuw-Guinea ook niet meegekregen, wel eind 1960 gelanceerd bij Portland.
De reden dat de buizen van de Utrecht zijn verwijderd is dat de Koninklijke Marine uiteindelijk geen Britse Mk 20 torpedo’s wil hebben, maar Amerikaanse. Daarmee zijn de lanceerbuizen op de Utrecht nutteloos geworden. Als gevolg van de aankoop van de Amerikaanse torpedo’s zijn op de nieuw te bouwen schepen is de MK 32-lanceerinrichting geplaatst en krijgt de marine de MK 44 (elektrisch actief/passief) doelzoekende torpedo en later de MK 46 voorzien van de Ottofuelmotor.